# Kaufhaus X
Das Kaufhaus X (Kaufhaus X GmbH & Co. KG) war eine Kaufhauskette, die elf Geschäfte in Bayern und Baden-Württemberg besaß, davon zwei unter dem Namen "Birkenmeier". Die Zentrale lag in der oberschwäbischen Stadt Memmingen.

## Unternehmen
Die Gebrüder Oexle gründeten 1955 das erste Warenhaus im oberschwäbischen Memmingen. Es entstand aus der vom Vater Johann Georg Oexle etwa 1910 gegründeten Kreuz-Drogerie. Der Vater fügte seinem Sortiment nach und nach auch Lebensmittel bei und eröffnete später einen Großhandel. Die Söhne Georg und Ludwig Oexle wurden 1929 Teilhaber des Unternehmens. Nach dem Zweiten Weltkrieg eröffneten sie 1955 das erste Warenhaus in dem vom Vater übernommenen Betrieb in der Kalchstraße 10.
Die Gesamtverkaufsfläche belief sich auf 25.000 Quadratmeter und der Jahresumsatz auf 105 Millionen DM. Am 22. September 2000 musste das Unternehmen einen Antrag auf ein Insolvenzverfahren stellen und allen 370 Mitarbeitern kündigen. Im Jahre 2001 wurde das letzte Kaufhaus geschlossen. Die Namensrechte wurden verkauft und bestehen heute als Sonderposten-Franchise weiter.

## Insolvenzverfahren
Die Insolvenzverwaltung lag bei der Münchner Rechtsanwaltskanzlei „Müller-Heydenreich“.

## Liste der Filialen
- Biberach
- Fürstenfeldbruck
- Fürth/Odenwald (Kaufhaus Birkenmeier)
- Garmisch-Partenkirchen
- Landsberg am Lech
- Memmingen
- Kempten (Allgäu)
- Mindelheim
- Ravensburg
- Wangen
- Weinheim (Kaufhaus Birkenmeier)
- Esslingen a.N.
- Bad Saulgau ehem. Saulgau